# 熱血三國志
《熱血三國志》（日版直譯為“下町特別篇 國夫君的三國志喲 全員集合！”）是一款由A+ Games開發並由亞克系統發行的帶狀捲軸動作遊戲，於2021年12月16日在日本先行發售任天堂Switch版，並於2022年7月21日發售PlayStation 4和Windows版，遊戲支援中文。
本作續集《熱血三國志 亂世風雲》於2024年11月7日發售。

## 外部連結
- 官方网站（日語）